# حنييري الأولى (ملاثاني)
حنییري الأولى (بالفارسية: حنیری یک) هي منطقة سكنية تقع في إيران في قسم ملاثاني الريفي. يقدر عدد سكانها بـ 128 نسمة بحسب إحصاء 2016.